# Marblepsis eleutheria
Marblepsis eleutheria är en fjärilsart som beskrevs av Stoll 1790. Marblepsis eleutheria ingår i släktet Marblepsis och familjen tofsspinnare. Inga underarter finns listade i Catalogue of Life.